# Castilleja de la Cuesta
Castilleja de la Cuesta település Spanyolországban, Sevilla tartományban. Castilleja de la Cuesta Tomares, Bormujos, Gines, Valencina de la Concepción és Camas községekkel határos. Lakosainak száma 17 153 fő (2024).

## Népesség
A település népessége az elmúlt években az alábbi módon változott:
| Lakosok száma | 16 211 | 16 791 | 17 034 | 17 150 | 17 505 | 17 536 | 17 429 | 17 418 | 17 230 | 17 153 |
|               | 2001   | 2004   | 2007   | 2009   | 2012   | 2014   | 2017   | 2019   | 2022   | 2024   |